# Stoffels
Stoffels is een Nederlandstalige achternaam. De naam is een patroniem en betekent "zoon van Stoffel", waarbij Stoffel een inkorting is van Christoffel, van het Griekse Christophoros (Χριστόφορος), "Christus-drager".

## Personen met de achternaam Stoffels
- Denis Stoffels (1570-1629), Vlaams bisschop
- Hendrickje Stoffels (1626-1663), Nederlands schildersmodel en partner van Rembrandt van Rijn
- Klaas Stoffels (1857-1921), Nederlands architect
- Marianne Stoffels (ca. 1910), Belgisch schaakster
- Puck Stoffels (1912-2002), Nederlands verpleegkundige en verzetsstrijdster in de Tweede Wereldoorlog
- Joke Stoffels-van Haaften (1917-1992), Nederlands politica
- Jos Stoffels (1951), Nederlands muziekpedagoog, dirigent, en muziekuitgever
- Paul Stoffels (1962-), Belgisch industrieel
- Joeri Stoffels (1973), Nederlands waterpolospeler
- Roel Stoffels (1987), Nederlands voetballer
- Maren Stoffels (1988), Nederlands schrijfster